# 2000 SM331
2000 SM331, também escrito como 2000 SM331, é um objeto transnetuniano que está localizado no disco disperso, uma região do Sistema Solar. Ele possui uma magnitude absoluta (H) de 9,0 e, tem um diâmetro estimado de cerca de 70 km.

## Descoberta
2000 SM331 foi descoberto no dia 23 de setembro de 2000 pelo astrônomo B. Gladman.

## Órbita
A órbita de 2000 SM331 tem uma excentricidade de 0,437 e possui um semieixo maior de 57,358 UA. O seu periélio leva o mesmo a uma distância de 32,300 UA em relação ao Sol e seu afélio a 82,417 UA.